# آرچی لی گودوین
آرچی لی گودوین (انگلیسی: Archie Goodwin؛ زادهٔ ۱۷ اوت ۱۹۹۴) بازیکن بسکتبال اهل ایالات متحده آمریکا است.
از باشگاه‌هایی که در آن بازی کرده‌است می‌توان به بسکتبال مردان کنتاکی وایلدکتز و فینیکس سانز اشاره کرد.